# Čermná ve Slezsku
Čermná ve Slezsku é uma comuna checa localizada na região de Morávia-Silésia, distrito de Opava.